# 后河镇 (卫辉市)
后河镇，是中华人民共和国河南省新乡市卫辉市下辖的一个乡镇级行政单位。。人口2.8万，新乡到濮阳的101省道将后河镇大致分为两个部分，位于省道101以北的村庄有李劳庄村、李兴村、台上村、雷庄村、李张屯村、乎沱村、关帝庙村、邢李庄村、寺上村；位于省道101以南的村有后河村、杨庄村、刘庄村、史庄村、王志屯村、赵庄村、田庄村、段庄村、范庄村、申庄村、韦庄村、孔庄村、皇庄村、庄里村、前下庄村、后下庄村、陈庄村、朱毛庄村、东张庄村大辛庄村、李亨屯村、曹庄村、小辛庄村。

## 行政区划
后河镇下辖以下地区：后河村、杨庄村、刘庄村、史庄村、王志屯村、赵庄村、田庄村、段庄村、范庄村、申庄村、韦庄村、孔庄村、皇庄村、庄里村、前下庄村、后下庄村、陈庄村、邢李庄村、朱毛庄村、东张庄村、关帝庙村、寺上村、乎沱村、台上村、雷庄村、李张屯村、刘堤村、李兴村、李劳庄村、大辛庄村、李亨屯村、曹庄村和小辛庄村。

## 经济
后河镇地处京珠高速和省道101(新濮公里或者新范公路)交叉地带，交通便利，镇工业基础较好，农业条件优良。